# 流れ星が好き
「流れ星が好き」（ながれぼしがすき）は松本伊代の11枚目のシングル。1984年5月25日にビクター音楽産業から発売された。

## 概要・エピソード
作詞・作曲は「時に愛は」「恋のKNOW-HOW」に続いて3作連続となる尾崎亜美が手掛けている。
2022年2月24日に放送された日本テレビ系バラエティ番組『ダウンタウンDX』に松本が出演した際、同じくゲストのクリス松村がこの曲に触れ、「歌の中に ″ひとすじの流れ星 信じられる″ という一節があるけど、″信じられる″ の ″ん″ がかなり高音だったために、その1文字だけ尾崎亜美の歌声を録音したものが使用されているらしい」と暴露する一幕があった。実際に番組内でその一節が証拠の音源として流れた後、司会の浜田雅功は「何で出なかったんやろ？」と問いかけ、これに対し松本は「多分レコ―ディングの日、めっちゃ鼻が詰まってたんだと思う」と振り返っている。また、松本は「この部分だけ亜美さんの声にしましたと後から言われた時はすごくショックだった」と回顧するが、テレビの歌番組で同曲を披露する際は「一応ちゃんと歌っていた」と話している。
松本は41回目のデビュー記念日に当たる2022年10月21日にライブ「松本伊代 40th Anniversary Live ″トレジャー・ヴォイス″」が開催された際、ファンからのリクエストに応えて久々に「流れ星が好き」をステージで歌唱した。また、同ライブ映像は2023年2月8日にBlu-ray / DVDとしてリリースされたが、これに先がけてこの曲の歌唱シーンが配信された。
B面曲「Sugar Rain（Version II）」は、尾崎亜美が作詞・作曲した楽曲のみを集め同年3月に発売された企画アルバム『Sugar Rain』に収録されたタイトル曲の別バージョン。

## 収録曲
1. 流れ星が好き
作詞・作曲：尾崎亜美 / 編曲：小林信吾
2. SUGAR RAIN（Version II）
作詞・作曲：尾崎亜美 / 編曲：小林信吾

## カバー
作詞・作曲を手掛けた尾崎がセルフカバーし、アルバム『Kids』（1986年10月21日発売）に収録された。

## 参考資料
- 松本伊代『流れ星が好き』（シングルレコード）ビクター音楽産業、1984年5月25日。SV-7389。